# Григорьева, Александра Антоновна
Александра Антоновна Григорьева (1914 — ?) — советский хозяйственный, государственный и политический деятель.

## Биография
Родилась в 1914 году.
С 1930 года — на хозяйственной, общественной и политической работе. В 1930—1955 гг. — студентка химического техникума, Харьковского института имени С. М. Кирова, на комбинате «Североникель», начальник отделения, в эвакуации на Урале, технический руководитель электролизного цеха комбината «Североникель».
За разработку и освоение технологического процесса промышленного получения металла в составе коллектива была удостоена Сталинской премии второй степени в 1950 году.
Избиралась депутатом Верховного Совета РСФСР 3-го созыва.